# Lijst van voetbalinterlands Liechtenstein - Verenigde Staten
Deze lijst van voetbalinterlands is een overzicht van alle officiële voetbalwedstrijden tussen de nationale teams van Liechtenstein en de Verenigde Staten. De landen speelden tot op heden een keer tegen elkaar. Dat was een vriendschappelijke wedstrijd in Eschen op 30 mei 1990. Voor het voetbalelftal van de Verenigde Staten was dit een oefenwedstrijd in de voorbereiding op het Wereldkampioenschap voetbal 1990.

## Wedstrijden
| № | Plaats | Datum       | Competitie        | Wedstrijd                        | Uitslag |
| - | ------ | ----------- | ----------------- | -------------------------------- | ------- |
| 1 | Eschen | 30 mei 1990 | Vriendschappelijk | Liechtenstein − Verenigde Staten | 1 − 4   |

## Samenvatting
| Competitie        | Totaal gespeeld | Winst Liechtenstein | Gelijk | Winst Verenigde Staten | Doelsaldo Liechtenstein – Verenigde Staten |
| ----------------- | --------------- | ------------------- | ------ | ---------------------- | ------------------------------------------ |
| Vriendschappelijk | 1               | 0                   | 0      | 1                      | 1 − 4                                      |
| Totaal            | 1               | 0                   | 0      | 1                      | 1 − 4                                      |

## Details

### Eerste ontmoeting
| Vriendschappelijk (Eschen, Liechtenstein, 30 mei 1990): |              | |
| Liechtenstein | 1 – 4        | Verenigde Staten |
| Donath Marxer 11' | goals        | 10' Peter Vermes 53' Marcelo Balboa 66' Eric Wynalda 75' Chris Henderson                                                                                             |
| Erich Bürzle | bondscoach   | Mick McCarthy |
| Stefan Wolfinger Manfred Büchel Norman Hoop 46' Gerhard Schädler Roland Moser Daniel Meier Roger Zech 66' Wolfgang Ospelt Donath Marxer Patrick Hefti 46' Manfred Frick | opstellingen | 46' Kasey Keller Paul Krumpe Mike Windischmann John Doyle Jimmy Banks Marcelo Balboa Neil Covone 46' Brian Bliss Chris Henderson 56' Chris Sullivan 46' Peter Vermes |
| Gerry Oehry 46' Stefan Hassler 46' Peter Klaunzer 66' | wissels      | 46' Tony Meola 46' John Stollmeyer 46' Bruce Murray 56' Eric Wynalda                                                                                                 |

LFV · A-internationals · Bondscoaches · Statistieken · Liechtensteins vrouwenelftal · Liechtenstein U21 · Liechtenstein U19 · Liechtenstein U18 · Liechtenstein U17 · Liechtenstein U16
1980 – 1989 ·
1990 – 1999 ·
2000 – 2009 ·
2010 – 2019 ·
2020 − 2029
1981 · 
1982 · 
1983 · 
1984 · 
1985 · 
1986 · 
1987 · 
1988 · 
1989 · 
1990 · 
1991 · 
1992 · 
1993 · 
1994 · 
1995 · 
1996 · 
1997 · 
1998 · 
1999 · 
2000 · 
2001 · 
2002 · 
2003 · 
2004 · 
2005 · 
2006 · 
2007 · 
2008 · 
2009 · 
2010 · 
2011 · 
2012 ·
2013 ·
2014 ·
2015 ·
2016 ·
2017 ·
2018 ·
2019 ·
2020 ·
2021 ·
2022 ·
2023 ·
2024
Albanië ·
Andorra ·
Armenië ·
Australië ·
Azerbeidzjan ·
België ·
Bosnië en Herzegovina ·
China ·
Denemarken ·
Duitsland ·
Engeland ·
Estland ·
Faeröer ·
Finland ·
Georgië ·
Gibraltar ·
Griekenland ·
Hongarije ·
Hongkong ·
Ierland ·
IJsland ·
Indonesië ·
Israël ·
Italië · 
Kaapverdië ·
Kroatië ·
Letland ·
Litouwen ·
Luxemburg ·
Malta ·
Moldavië ·
Montenegro ·
Nederland ·
Noord-Ierland ·
Noord-Macedonië ·
Oostenrijk ·
Polen ·
Portugal ·
Qatar ·
Roemenië ·
Rusland ·
San Marino ·
Saoedi-Arabië ·
Schotland ·
Slowakije ·
Spanje ·
Thailand ·
Togo ·
Tsjechië ·
Turkije ·
Verenigde Staten ·
Wales ·
Wit-Rusland ·
Zweden ·
Zwitserland
USSF · A-internationals · Selecties · Bondscoaches · Amerikaans vrouwenelftal · Olympisch elftal · USA -21 · USA -20 · USA -19 · USA -18 · USA -17
1885 – 1919 · 
1920 – 1929 · 
1930 – 1939 · 
1940 – 1949 · 
1950 – 1959 · 
1960 – 1969 · 
1970 – 1979 · 
1980 – 1989 · 
1990 – 1999 · 
2000 – 2009 · 
2010 – 2019 ·
2020 − 2029
CA 1993 · 
CA 1995 · 
CA 2007 · 
CA 2016
CC 1992 · 
CC 1999 · 
CC 2003 · 
CC 2009
WK 1930 · 
WK 1934 · 
WK 1950 · 
WK 1990 · 
WK 1994 · 
WK 1998 · 
WK 2002 · 
WK 2006 · 
WK 2010 · 
WK 2014
OS 1904 · 
OS 1924 · 
OS 1928 · 
OS 1936 · 
OS 1948 · 
OS 1952 · 
OS 1956 · 
OS 1972 · 
OS 1984 · 
OS 1988 · 
OS 1992 · 
OS 1996 · 
OS 2000 · 
OS 2008
Algerije ·
Antigua en Barbuda ·
Argentinië ·
Armenië ·
Australië ·
Azerbeidzjan ·
Barbados ·
België ·
Belize ·
Bermuda ·
Bolivia ·
Bosnië en Herzegovina ·
Brazilië ·
Canada ·
Chili ·
China ·
Colombia ·
Costa Rica ·
Cuba ·
Curaçao ·
Denemarken ·
DDR ·
Duitsland ·
Ecuador ·
Egypte ·
El Salvador ·
Engeland ·
Estland ·
Finland ·
Frankrijk ·
Ghana ·
GOS ·
Grenada ·
Griekenland ·
Guatemala ·
Guyana ·
Haïti ·
Honduras ·
Hongarije ·
Ierland ·
IJsland ·
Iran ·
Israël ·
Italië ·
Ivoorkust ·
Jamaica ·
Japan ·
Joegoslavië ·
Kaaimaneilanden ·
Kameroen ·
Koeweit ·
Letland ·
Liechtenstein ·
Luxemburg ·
Malta ·
Marokko ·
Martinique ·
Mexico ·
Moldavië ·
Nederland ·
Nederlandse Antillen ·
Nicaragua ·
Nieuw-Zeeland ·
Nigeria ·
Noord-Ierland ·
Noord-Korea ·
Noord-Macedonië ·
Noorwegen ·
Oekraïne ·
Oezbekistan ·
Oman ·
Oostenrijk ·
Panama ·
Paraguay ·
Peru ·
Polen ·
Portugal ·
Puerto Rico ·
Qatar ·
Roemenië ·
Rusland ·
Saint Kitts en Nevis ·
Saint Vincent en de Grenadines ·
Saoedi-Arabië ·
Schotland ·
Servië ·
Slovenië ·
Slowakije ·
Sovjet-Unie ·
Spanje ·
Thailand ·
Trinidad en Tobago ·
Tsjechië ·
Tsjecho-Slowakije ·
Tunesië ·
Turkije ·
Uruguay ·
Venezuela ·
Wales ·
Zuid-Afrika ·
Zuid-Korea ·
Zweden ·
Zwitserland
Algerije (2010) ·
België (2014) ·
Brazilië (2009, 2) ·
Duitsland (2014) ·
Engeland (2010) ·
Ghana (2006) · 
Ghana (2014) · 
Italië (2006) · 
Nederland (2022) ·
Portugal (2014) ·
Slovenië (2010) ·
Tsjechië (2006)